# Hammerbach (Modau)
Der Hammerbach ist ein etwa 650 m langer Mühlkanal links der Modau, der durch Ober-Ramstadt im hessischen Landkreis Darmstadt-Dieburg fließt.

## Geographie

### Verlauf
Der Hammerbach ist ein künstlich angelegter Mühlgraben.
Er zweigt im südlichen Stadtgebiet von Ober-Ramstadt von der Modau ab und fließt in nördlich Richtung.
Im Zentrum von Ober-Ramstadt mündet der Hammerbach von links in den Rhein-Zufluss Modau. 
Als oberirdisches Gewässer (DLM25) wird nur der 400 m lange Obergraben oberhalb und südlich der Hammermühle geführt.

## Mühle und Etymologie
Am Hammerbach befindet sich unmittelbar neben dem Rathaus von Ober-Ramstadt die Hammermühle.
Der Name Hammerbach bezieht sich wahrscheinlich auf die Hammermühle.